# Graphea marmorea
Graphea marmorea är en fjärilsart som beskrevs av William Schaus 1894. Graphea marmorea ingår i släktet Graphea och familjen björnspinnare. Inga underarter finns listade i Catalogue of Life.